# Dungeon Lords
Dungeon Lords es un videojuego de rol desarrollado por David W. Bradley de Heurístic, originalmente publicado para DreamCatcher Interactive en 2005.  Se le considera uno de los peores juegos de toda la historia.
En 2012, después de la defunción de DreamCatcher, Nordic Games,  anunció una edición completamente "remasterizada" titulada Dungeon Lords MMXII.

## Jugabilidad
El combate del juego se basa en un sistema de combos controlables con el ratón. Incluye búsquedas, misiones personales, habilidades y capacidades especiales para personalizar al héroe. Puede ser jugado por un solo jugador o en multi-player.  El combate está inspirado en los videojuegos de lucha.

## Crítica
El juego recibió muy malas críticas según el sitio web Metacritic. Muchas revisiones criticaron que el juego se publicó antes de estar acabado, algunos piensan que el juego sigue actualmente en etapa de desarrollo. Steve Carter dijo que era vergonzoso. Dan Adams de IGN escribió que era un completo desastre. Greg Kasavin De GameSpot dijo que era desequilibrado.